# دونگه یابوکووو
دونگه یابوکووو (به صربی: Donje Jabukovo) یک منطقهٔ مسکونی در صربستان است که در ولادیچین خان واقع شده‌است. دونگه یابوکووو ۱۵۲ نفر جمعیت دارد.